# Ronde van Frankrijk 1904
| Route van de Ronde van Frankrijk 1904 met start in Parijs. |                           |                |
| Eindklassement                                             |                           |                |
| Algemeen klassement                                        | Henri Cornet              | 96h 05' 55"    |
| Tweede                                                     | Jean-Baptiste Dortignacq  | + 2h 16' 14"   |
| Derde                                                      | Aloïs Catteau             | + 8h 07' 20"   |
| Vierde                                                     | Jean Dargassies           | + 13h 04' 30"  |
| Vijfde                                                     | Julien Maitron            | + 19h 06' 15"  |
| Zesde                                                      | Auguste Daumain           | + 22h 44' 36"  |
| Zevende                                                    | Louis Colsaet             | + 23h 44' 20"  |
| Achtste                                                    | Achille Colas             | + 25h 09' 50"  |
| Negende                                                    | René Saget                | + 25h 44' 16"  |
| Tiende                                                     | Gustave Drioul            | + 31h 38' 05"  |
| Rode Lantaarn                                              | Antoine Deflotrière (23e) | + 101h 36' 00" |
| Ploegenklassement                                          | La Française              | -              |
| Tweede                                                     | ?                         | -              |
| Derde                                                      | ?                         | -              |

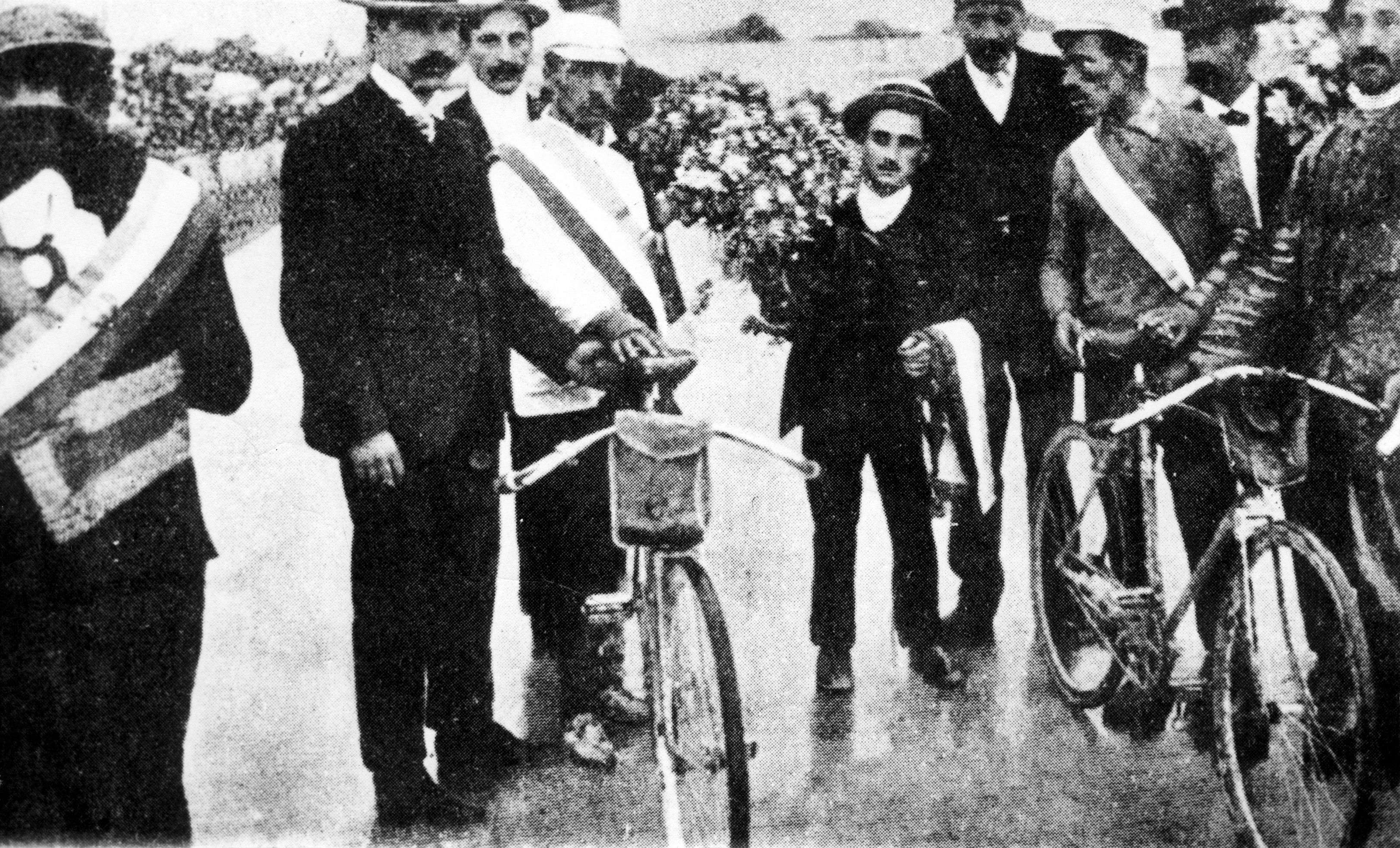
De huldiging van de winnaars

In 1904 ging de 2e Tour de France van start op 2 juli in Parijs. Hij eindigde op 24 juli in Parijs. Er stonden 88 renners aan de start.

## Verslag
Een Tour die volgens de Franse pers tevens de laatste zou zijn. Het leek erop dat de wedstrijd, na het succes van de editie 1903, aan de eigen populariteit ten onder zou gaan. Vooral de hartstochten van de vele supporters namen ongekende vormen aan. In de tweede rit naar Marseille liep het volledig uit de hand. In St.Etienne sleurden aanhangers van de regionale held Antoine Faure de andere renners van hun fietsen. In Nîmes barricadeerden leden van de plaatselijke motorclub de route, omdat hun stadgenoot Ferdinand Payan gestraft was wegens het vasthouden aan een... motor. De motorvrienden gingen er even hard op los als de supporters in St.Etienne. Met behulp van het startpistool en de politie kon de organisatie, die voor 't eerst in een automobiel de koers volgde, uiteindelijk een doorgang afdwingen.
Maurice Garin won de eerste rit en een van zijn voornaamste tegenstanders Hippolyte Aucouturier verloor daar al heel veel tijd door verschillende valpartijen. Hij won wel 4 andere etappes, maar kon zijn achterstand niet meer goed maken.
Eenmaal in Parijs bleek Maurice Garin zijn tweede eindzege te hebben geboekt, ditmaal met een voorsprong van slechts drie en een halve minuut op Lucien Pothier. Maar de feestvreugde was van korte duur. De Franse wielerbond weigerde de uitslag wegens alle onregelmatigheden, zoals het gedeeltelijk 'rijden' van de route per openbaar vervoer. Een flink aantal renners, waaronder de eerste vier van het eindklassement, werd uit de uitslagen verwijderd en Pothier werd geschorst voor het leven. Maurice Garin kreeg een startverbod van twee jaar. De zege ging uiteindelijk naar Henri Cornet, die bijna drie uur achterstand had op Garin. De laatste renner die in Parijs over finish kwam deed er ruim 101 uur langer over.
- Aantal ritten: 6
- Totale afstand: 2428 km
- Gemiddelde snelheid: 25.265 km/h
- Aantal deelnemers: 88
- Aantal uitvallers: 65

## Belgische en Nederlandse prestaties
In totaal namen er 12 Belgen en 0 Nederlanders deel aan de Tour van 1904.

### Belgische etappezeges
- In 1904 was er geen Belgische etappezege.

### Nederlandse etappezeges
- In 1904 was er geen Nederlandse etappezege.

## Etappes
Paris-Lyon 467 km
1. Michel Frederick (ZWI)
2. Pierre Chevalier (FRA)

Winnaar M.Garin gediskwalificeerd
- Klassement: Michel Frederick (ZWI)

Lyon-Marseille 374 km
1. Antoine Faure (FRA)

Nrs. 1, 2 en 3, Aucouturier, César Garin en Pothier, gediskwalificeerd
- Klassement: Emile Lombard (BEL)

Marseille-Toulouse 424 km
1. Henri Cornet (FRA)
2. François Beaugendre (FRA)

Winnaar Aucouturier gediskwalificeerd
- Klassement: Henri Cornet (FRA)

Toulouse-Bordeaux 268 km
1. François Beaugendre (FRA)

Nrs. 1 en 2, Pothier en C.Garin, gediskwalificeerd
- Klassement: François Beaugendre (FRA)

Bordeaux-Nantes 394 km
1. Jean-Baptiste Dortignacq (FRA)

Nrs 1 en 3, Aucouturier en C.Garin, gediskwalificeerd
- Klassement: Henri Cornet (FRA)

Nantes/Ville d'Avray-Paris 461 km
1. Jean-Baptiste Dortignacq (FRA)

Nrs 1 en 3, Aucouturier en M.Garin, gediskwalificeerd
 winnaars gele trui · 
 puntenklassement · 
 bergklassement · 
 jongerenklassement · 
 tussensprintklassement · 
 combinatieklassement · 
 ploegenklassement · 
 strijdlust · 
rode lantaarn
records · meeste deelnames · ranglijst etappewinnaars · bekende beklimmingen · valpartijen · dopinggevallen · Grand Départ · Souvenir Henri Desgrange
1903 · 
1904 · 
1905 · 
1906 · 
1907 · 
1908 · 
1909 · 
1910 · 
1911 · 
1912 · 
1913 · 
1914 ·
1915 ·
1916 ·
1917 ·
1918 · 
1919 · 
1920 · 
1921 · 
1922 · 
1923 · 
1924 · 
1925 · 
1926 · 
1927 · 
1928 · 
1929 · 
1930 · 
1931 · 
1932 · 
1933 · 
1934 · 
1935 · 
1936 · 
1937 · 
1938 · 
1939 · 
1940 ·
1941 ·
1942 ·
1943 ·
1944 ·
1945 ·
1946 ·
1947 · 
1948 · 
1949 · 
1950 · 
1951 · 
1952 · 
1953 · 
1954 · 
1955 · 
1956 · 
1957 · 
1958 · 
1959 · 
1960 · 
1961 · 
1962 · 
1963 · 
1964 · 
1965 · 
1966 · 
1967 · 
1968 · 
1969 · 
1970 · 
1971 · 
1972 · 
1973 · 
1974 · 
1975 · 
1976 · 
1977 · 
1978 · 
1979 · 
1980 · 
1981 · 
1982 · 
1983 · 
1984 · 
1985 · 
1986 · 
1987 · 
1988 · 
1989 · 
1990 · 
1991 · 
1992 · 
1993 · 
1994 · 
1995 · 
1996 · 
1997 · 
1998 · 
1999 · 
2000 · 
2001 · 
2002 · 
2003 · 
2004 · 
2005 · 
2006 · 
2007 · 
2008 · 
2009 · 
2010 · 
2011 · 
2012 · 
2013 · 
2014 · 
2015 · 
2016 · 
2017 · 
2018 · 
2019 ·
2020 · 
2021 · 
2022 · 
2023 · 
2024 · 
2025